# كوستا رونين
كوستا رونين (بالإنجليزية: Costa Ronin)‏ واسمه الحقيقي كونستانتين رونين (بالروسية: Константин Ронин) هو ممثل ومصور روسي الأصل ونيوزلندي الجنسية، ولد في يوم 3 فبراير 1979 في مدينة كالينينغراد في الإتحاد السوفياتي لأب روسي وأم أسترالية. في عمر 18 هاجر إلى نيوزيلندا. بدأ التمثيل في سنة 2009، وقد مثل في عدة مسلسلات وأفلام مثل مسلسل الأمريكيون وفيلم كلب أحمر ومسلسل أرض الوطن وإيست ويست 101. يحمل أيضاً الجنسية الأسترالية لكون والدته أسترالية.